# Anapisa lamborni
Anapisa lamborni is een vlinder uit de familie spinneruilen (Erebidae), onderfamilie beervlinders (Arctiinae). De wetenschappelijke naam van de soort is voor het eerst geldig gepubliceerd in 1913 door Rothschild.
Deze nachtvlinder komt voor in tropisch Afrika.